# Statue de Takeda Shingen
La statue de Takeda Shingen (武田信玄公の銅像), Takeda Shingen-kō no dōzō ou 武田信玄公像, Takeda Shingen kōzō) qui représente le daimyo Takeda Shingen se trouve à l'ouest de la sortie sud de la gare de Kōfu.
La construction du monument, financé par des dons de plus de mille personnes, commence le 8 avril 1968 et s'achève le 12 avril 1969. À l'origine, la statue se tenait du côté sud de la place de la gare mais a été déplacée à son emplacement actuel lors des travaux de rénovation de novembre 1985.
La statue de bronze d'une hauteur de 3,1 m est placée sur un socle en granit de même hauteur. L'ensemble pèse 5 t. La figure est une représentation plus grande que nature du daimyō dans une pose souvent représentée dans les ukiyo-e, assis sur un pliant, le regard tourné vers le mont Fuji